# Cobeña
Cobeña – miasto w Hiszpanii we wspólnocie autonomicznej Madryt, na wschód od Madrytu. Przez miasto przepływa rzeka Jarama. Cobeña położona jest pomiędzy trzema wzgórzami, otoczona ogromnymi kilometrami pól uprawnych. 